# Geolycosa infensa
Geolycosa infensa este o specie de păianjeni din genul Geolycosa, familia Lycosidae. A fost descrisă pentru prima dată de L. Koch, 1877. Conform Catalogue of Life specia Geolycosa infensa nu are subspecii cunoscute.